# Rioja (Weinbaugebiet)

Weinbaugebiet Rioja inner- und außerhalb der Autonomen Region Rioja

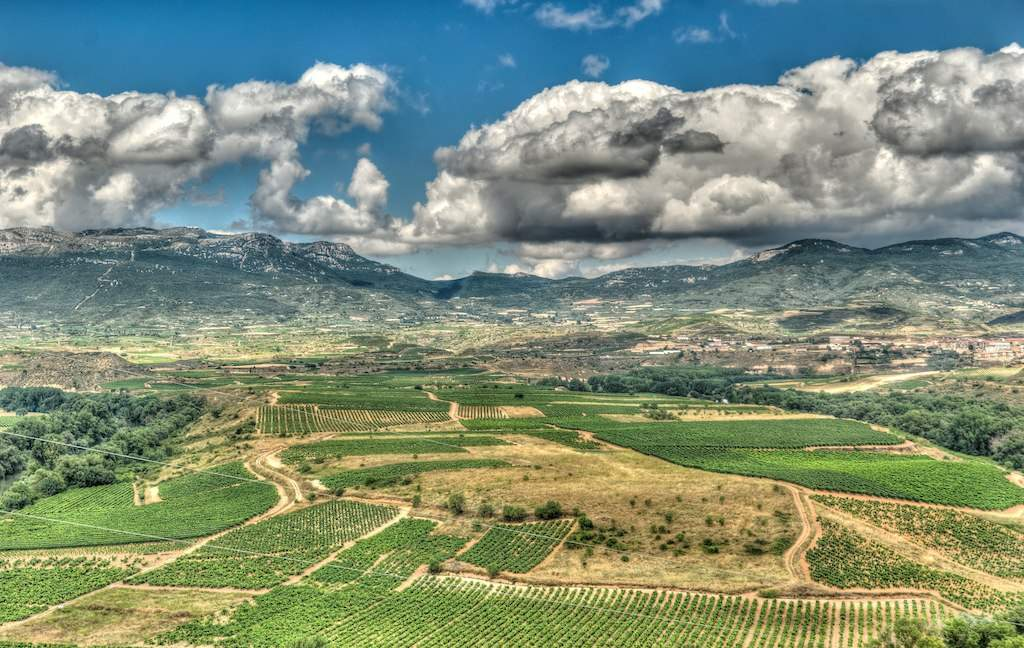
Blick über das Weinbaugebiet bei Briones

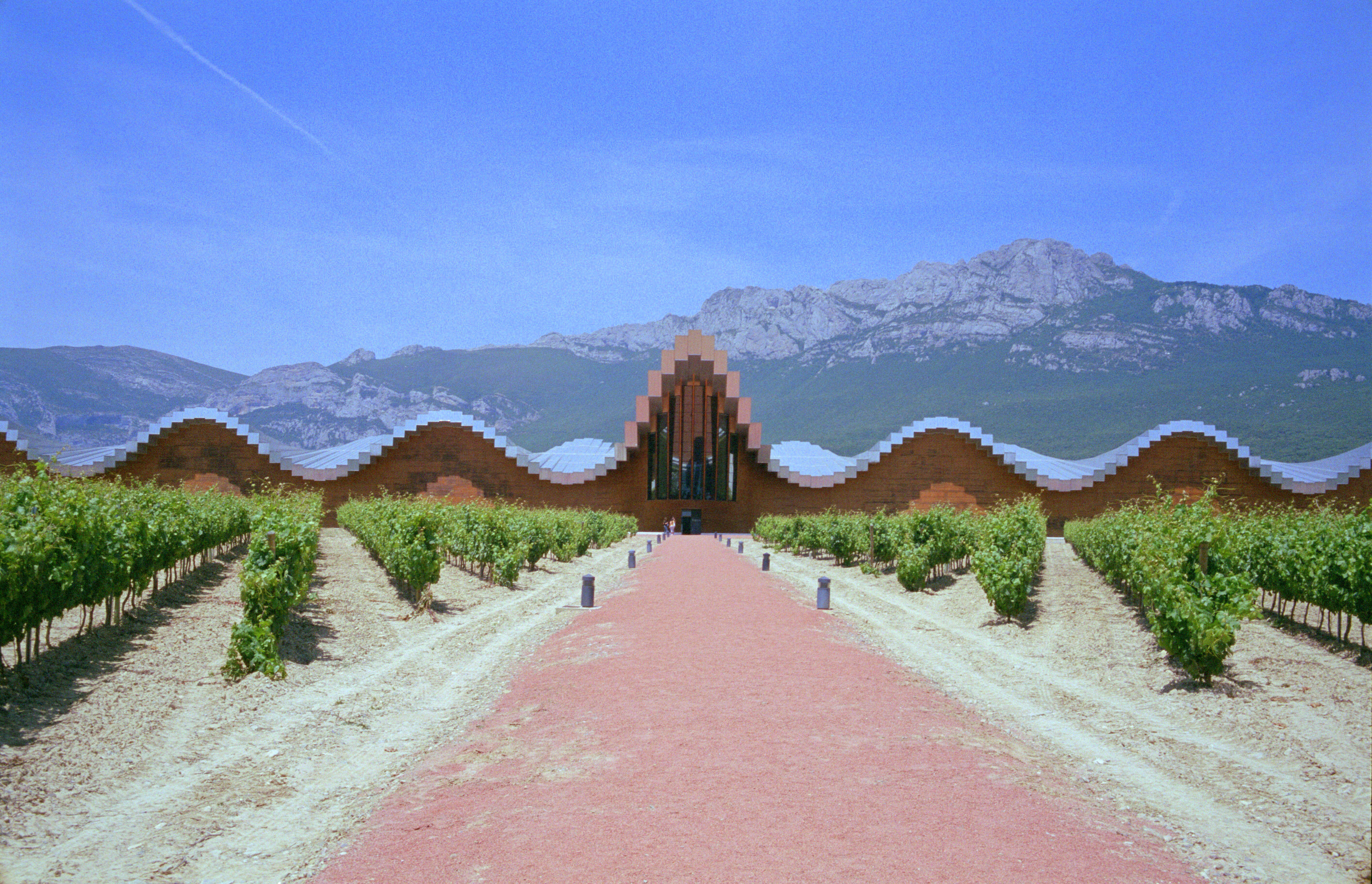
Santiago Calatrava – Bodegas Ysios in der Rioja Alavesa

Rioja ist ein Weinbaugebiet in Spanien (Denominación de Origen Calificada). Es befindet sich zu beiden Seiten des Flusses Ebro in den autonomen Regionen La Rioja, Baskenland und Navarra. Das Weinbaugebiet besteht aus den Teilgebieten Rioja Alta (im oberen Gebiet des Ebrobeckens), Rioja Oriental (im unteren Gebiet des Ebrobeckens) und Rioja Alavesa (zur baskischen Provinz Álava gehörend, baskisch Arabako Errioxa). Es ist Mitglied im Netzwerk der Great Wine Capitals.
Auch der Wein selbst wird „Rioja“ genannt und wird unter der Bezeichnung vermarktet.

## Anbaugebiet
Das Weinbaugebiet Rioja gehört zu den bedeutendsten in Europa. Mit einer Anbaufläche von ca. 60.000 ha liegt es am Oberlauf des Ebro in Nordspanien. Während die Region im Westen um den Ort Haro mit 500 mm Niederschlag im Jahr gut versorgt ist, regnet es weiter flussabwärts lediglich 300 mm im Jahr. Hier wird Wasser des Ebro zur Bewässerung der Rebgärten entnommen. Als Böden überwiegen weißer Kalk sowie rotgrauer Lehm. Über 20.000 Winzer produzieren dort zu 85 % Rotwein, aber auch Rosé-, Rotling- und Weißweine.
Es finden sich vor allem die roten Rebsorten Tempranillo (61 % der Anbaufläche), Garnacha (18 %), Mazuelo (3,5 %) und Graciano (0,7 %) und die weißen Rebsorten Viura (15 %), Malvasia (0,25 %) und Garnacha Blanca (0,09 % der Anbaufläche). Die klassischen Riojas sind entweder reinsortige Tempranillo-Weine oder Verschnitte mit einem Tempranillo-Anteil von weit über 50 % und kleineren Anteilen von Garnacha, Mazuelo und Graciano. Einige wenige Erzeuger stellen auch sortenreine Weine aus Garnacha, Mazuelo (bei der es sich um die Sorte Carignan handelt) und Graciano her, wobei insbesondere die Letzteren als besondere Spezialität gelten.
Einige wenige Bodegas der Rioja produzieren spanischen Sekt unter der DO (Denominación de Origen) Cava.

## Regulierungsbehörde
Die Regulierungsbehörde der DOC Rioja ist der Consejo Regulador de la Denominación Calificada Rioja mit Sitz in Logroño. Ihre Aufgabe ist die Festlegung und Überwachung der Anforderungen an Rioja-Weine, wie z. B. zulässige Rebsorten, Zucker- und Alkoholgehalt, Einsatz von Zusatzstoffen. Des Weiteren überwacht sie die zulässigen Anbauflächen und Produktionsmengen.
Siehe auch Instituto Nacional de Denominaciones de Origen.

## Wein

### Eigenschaften
Abgesehen von der vorwiegenden Verwendung der Rebsorte Tempranillo orientieren sich die Winzer der Rioja am Vorbild des Anbaugebietes Bordeaux. Die Erzeuger lassen einen hohen Anteil des produzierten Rotweins in Barriques reifen.
Ein typischer Rotwein aus der Rioja ist trocken, von dunkelroter Farbe, weist den charakteristischen Tempranillo-Geschmack auf.

### Bekannte Weine
Als die Klassiker der DOC Rioja gelten neben vielen sehr guten modernen Riojas insbesondere die Weine der Bodegas CVNE (Companía Vinícola del Norte de España), Bodegas Riojanas, Faustino, Federico Paternina, Herederos del Marqués de Riscal, La Rioja Alta, López Heredia-Viña Tondonia, Marqués de Murrieta, Marqués de Cáceres, Muga und Bodegas y viñedos Heras Cordón.

### Einzellagen
Einzellagenweine sind eher selten, haben aber im Laufe der 1990er Jahre zunehmend an Bedeutung gewonnen. Bekannte Lagenweine sind beispielsweise Finca Valpiedra aus dem Hause Martínez Bujanda oder die „Paisajes“-Reihe, die von Miguel Angel de Gregorio, einem der großen Weinmacher des Rioja, aus kleinen Parzellen mit besonderem Charakter vinifiziert werden.

### Vinos de Autor
In Jahrgängen mit besonders guter Weinqualität verwenden viele Rioja-Winzer einen Teil der besseren Trauben, um einen limitierten Wein neben ihrer herkömmlichen Produktion anzusetzen. Ein solcher Wein wird als Vino de autor (span. für „Autorenwein“) bezeichnet. Es sind vor allem kleinere, erst in den letzten Jahren gegründete Betriebe, die sich in der Hauptsache in der Rioja Alavesa befinden und diesem internationalen Trend der sogenannten Garagenweine folgen. Aus alten Terrassenlagen werden auf wenigen Hektar sehr individuelle Weine hergestellt und zum Teil zu sehr hohen Preisen vermarktet. Das erst 1989 gegründete Weingut Bodega Roda erzeugt seit 1997 den Wein Cirsion, der Preise von über 200 Euro je Flasche erreicht.

## Weinreife

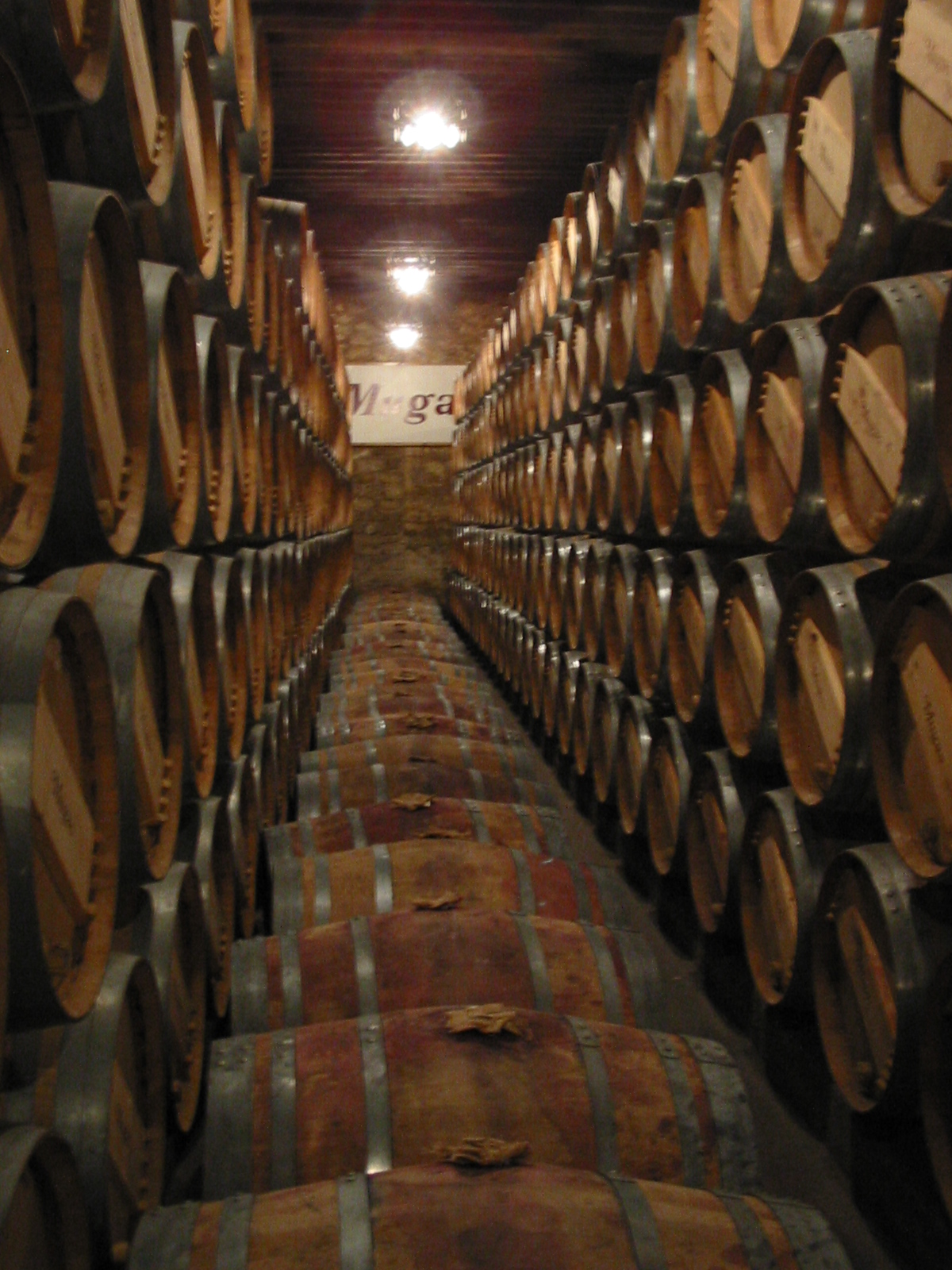
Barriques in einer Bodega in der Rioja

Nach der Hauptgärung in Edelstahl-, Holz oder Betontanks wird der höherwertige Rotwein, der nicht als Jungwein (span. vino joven oder vino de año) direkt auf den Markt gebracht wird, in Fässern aus amerikanischer oder französischer Eiche (den barricas oder Barriques) und später in Flaschen in der Bodega gereift. Die Reifung dauert je nach Weinqualitätstufe unterschiedlich lange. Abhängig von der Lagerdauer heißen diese Weine auf Spanisch Crianza, Reserva oder Gran Reserva. Die Farbe und der Text des Etiketts des Consejo Regulador auf der Flaschenrückseite geben den Reifegrad vieler Rioja-Weine an.
Die in der Rioja verwendeten Eichenfässer haben ein Volumen von 225 l und können ca. 5 Jahre eingesetzt werden, bevor sie endgültig ihre geschmacksprägenden Eigenschaften verlieren.

### Crianza
Das Prädikat Crianza (von span. criar, deutsch „reifen, großziehen“ bzw. „Ausbau“) ist Weinen vorbehalten, die bei Rotwein aus Rioja zwei Jahre, davon mindestens ein Jahr im Eichenfass, gereift sind. Bei Weißweinen müssen diese dagegen insgesamt ein Jahr gelagert werden und davon mindestens 6 Monate im Eichenfass.

### Reserva
Eine Rioja Reserva (span. für „Reserve“) ist ein Wein, der als Rotwein mindestens drei Jahre am Weingut reift. Davon mindestens ein Jahr im Eichenfass und danach mindestens sechs Monate in der Flasche. Weißwein erhält diese Qualitätsstufe bereits nach einer Reifung von zwei Jahren und davon mindestens sechs Monate im Eichenfass.

### Gran Reserva
Ein Rotwein kann als Gran Reserva (span. für „Große Reserve, wichtige Reserve“) bezeichnet werden, wenn er mindestens fünf Jahre reift, davon mindestens zwei im Eichenfass und danach zwei Jahre in der Flasche. In den Handel kommen Gran Reservas jedoch meist später. Weißwein muss mindestens vier Jahren lagern und davon sechs Monate im Eichenfass.
Einige Bodegas bieten Weine an, die nur wenige Monate im Eichenfass reifen, um so eine bessere Qualität zu einem relativ niedrigen Preis zu erreichen. Diese sind gemäß Consejo Regulador noch immer Jungweine, werden aber auch Semicrianzas oder „roble“ (span. für Eiche) genannt. Daneben gibt es heute eine ganze Reihe großer und sehr großer Riojas, deren Macher sich teilweise demonstrativ über die althergebrachte Klassifikationssystematik hinweg setzen. Sei es, dass sie sich nicht vorschreiben lassen wollen, wie lange ihr Wein reifen muss, oder sei es aus offenem Protest gegen das die Erzeuger schlechter Qualität begünstigende klassische System.

## Bodegas

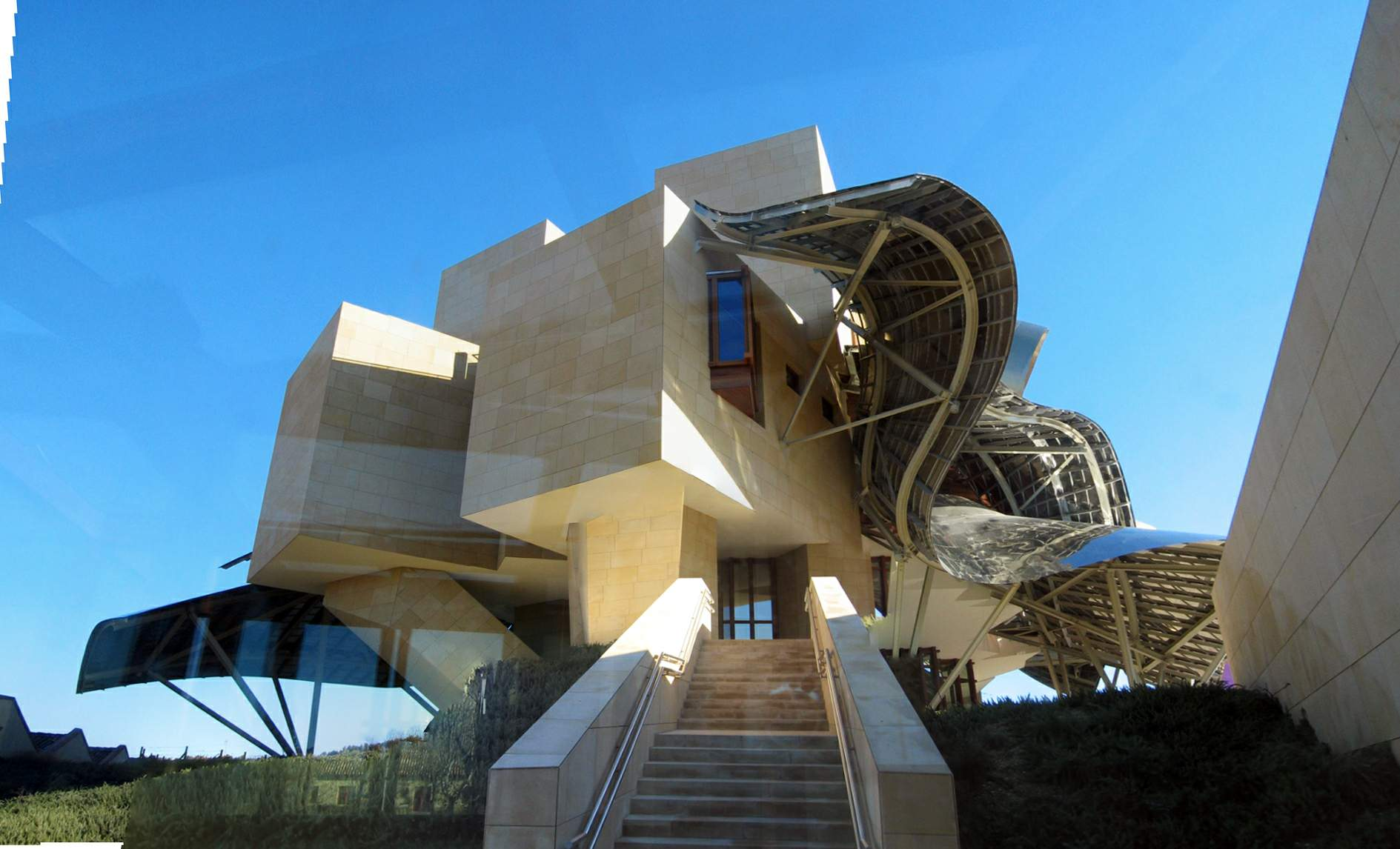
Frank Gehry – Bodega Marqués de Riscal in Elciego

Die Bodega ist als Weinkellerei in erster Linie die Weinproduktionsstätte, wo die Vergärung und Flaschenabfüllung stattfindet. Zusätzlich ist sie der Ort, an dem der Winzer die Weine reifen lässt. Ungefähr 250 Bodegas in der Rioja führen eine Weinreife durch und verwenden dafür über 900.000 Eichenfässer. Die unterirdischen Lager ermöglichen eine Reife bei konstanter Temperatur und Luftfeuchtigkeit.
Außerdem kristallisiert sich immer mehr die touristische Komponente der Weinkellereien heraus, die neben qualifizierten Besichtigungen auch Rioja-typische Mahlzeiten mit Weinproben für Gruppen anbieten. Neben kulinarischen Anreizen sind die Weinkellereien der Rioja sehr um ihre Präsentation bemüht. Die meisten Bodega-Gebäude folgen dem klassischen Rioja-Stil und verfügen über beeindruckende Gartenanlagen. Neuere Bodega-Gebäude einiger bekannter Firmen wurden von angesehenen Architekten wie Frank Gehry (Marqués de Riscal in Elciego) oder Santiago Calatrava (Bodegas Ysios in Laguardia) gestaltet. Einige Bodegas besitzen in unmittelbarer Nähe der Produktionsstätten eigene Hotels.

## Orte
Rioja Alta

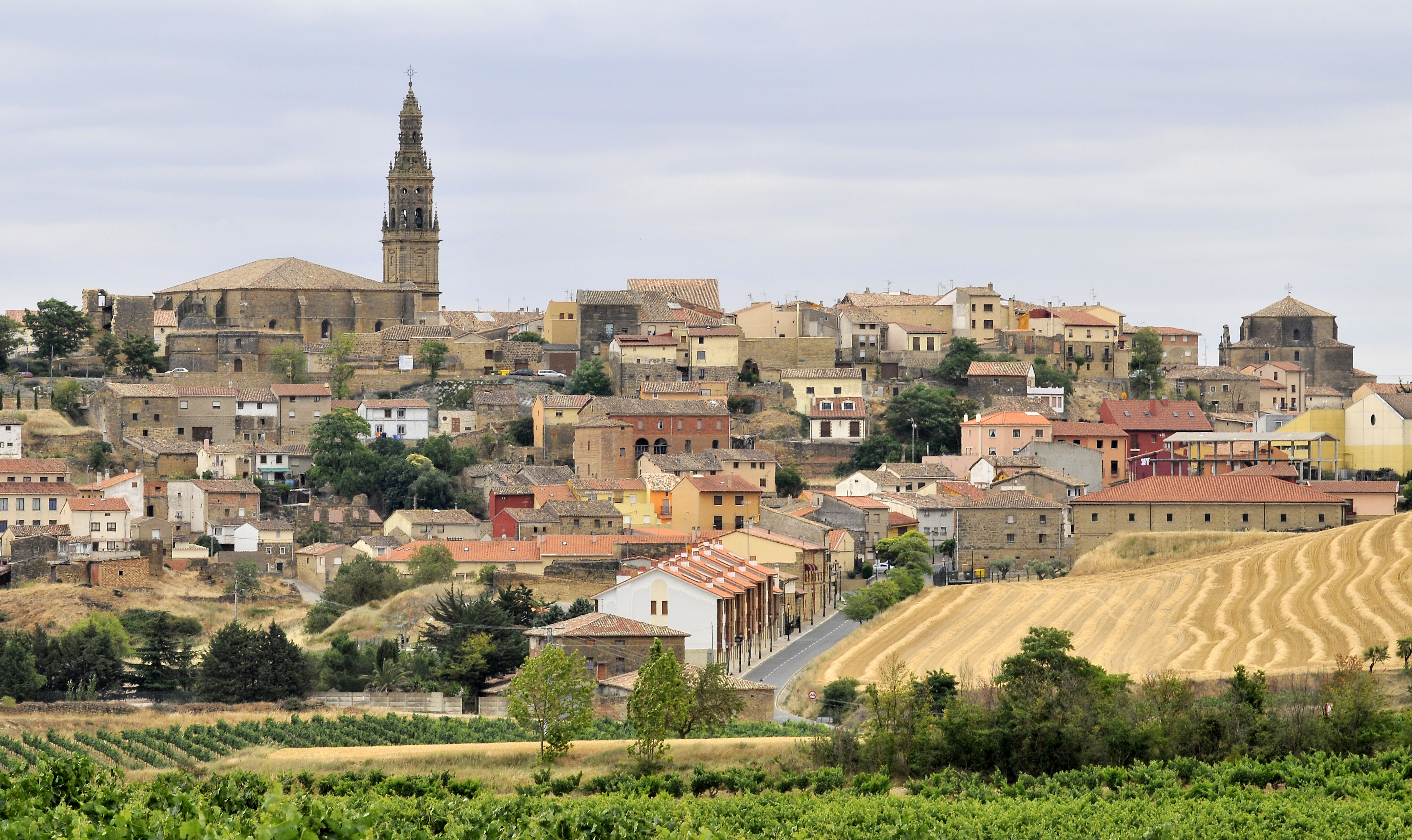
Briones

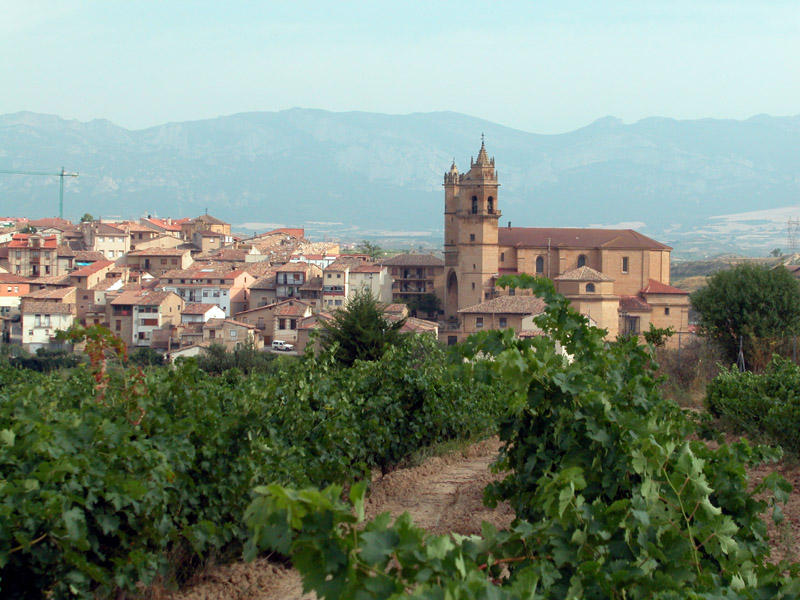
Elciego

- Ábalos, Alesanco, Alesón, Anguciana, Arenzana de Abajo, Arenzana de Arriba, Azofra, Badarán, Bañares, Baños de Río Tobía, Baños de Rioja, Berceo, Bezares, Bobadilla, Briñas, Briones, Camprovín, Canillas de Río Tuerto, Cañas, Cárdenas, Casalarreina, Castañares de Rioja, Cellorigo, Cenicero, Cidamón, Cihuri, Cirueña, Cordovín, Cuzcurrita de Río Tirón, Daroca de Rioja, Entrena, Estollo, Ezcaray, Foncea, Fonzaleche, Fuenmayor, Galbárruli, Gimileo, Haro, Hervías, Herramélluri, Hormilla, Hormilleja, Hornos de Moncalvillo, Huércanos, Lardero, Leiva, Logroño, Manjarrés, Matute, Medrano, Nájera, Navarrete, Ochánduri, Ollauri, Rodezno, Sajazarra, San Asensio, San Millán de Yécora, San Torcuato, San Vicente de la Sonsierra, Santa Coloma, Sojuela, Sorzano, Sotés, Tirgo, Tormantos, Torrecilla sobre Alesanco, Torremontalbo, Treviana, Tricio, Uruñuela, Ventosa, Villalba de Rioja, Villar de Torre, Villarejo und Zarratón.
- Enklave El Ternero

Rioja Oriental
- Agoncillo, Aguilar del Río Alhama, Albelda, Alberite, Alcanadre, Aldeanueva de Ebro, Alfaro, Arnedillo, Arnedo, Arrúbal, Ausejo, Autol, Bergasa, Bergasillas Bajera, Calahorra, Cervera del Río Alhama, Clavijo, Corera, Cornago, El Redal, El Villar de Arnedo, Galilea, Grávalos, Herce, Igea, Lagunilla de Jubera, Leza de Río Leza, Molinos de Ocón, Murillo de Río Leza, Muro de Aguas, Nalda, Orcón (La Villa), Pradejón, Préjano, Quel, Ribafrecha, Rincón de Soto, Santa Engracia de Jubera (zona Norte), Santa Eulalia Bajera, Tudelilla, Villamediana de Iregua und Villarroya.

Navarra
- Andosilla, Aras, Azagra, Bargota, Mendavia, San Adrián, Sartaguda und Viana.

Rioja Alavesa
- Baños de Ebro, Barriobusto, Cripán, Elciego, Elvillar, Labastida, Laguardia, Lanciego, Lapuebla de Labarca, Leza, Moreda de Álava, Navaridas, Oyón, Samaniego, Salinillas de Buradón, Villabuena de Álava und Yécora.